# مناورات الربط الأساسي
مناورات الربط الأساسي أو (بالإنجليزية:  Basic Liaison Maneuvers)‏ هي مناورات عسكرية جوية مشتركة بدأت عام 1988 بين كل من الولايات المتحدة الأمريكية ودول الخليج العربي: البحرين والسعودية والإمارات والكويت بمشاركة مصر التي انضمت إلى المناورات في إبريل 2014.